# Keprovka

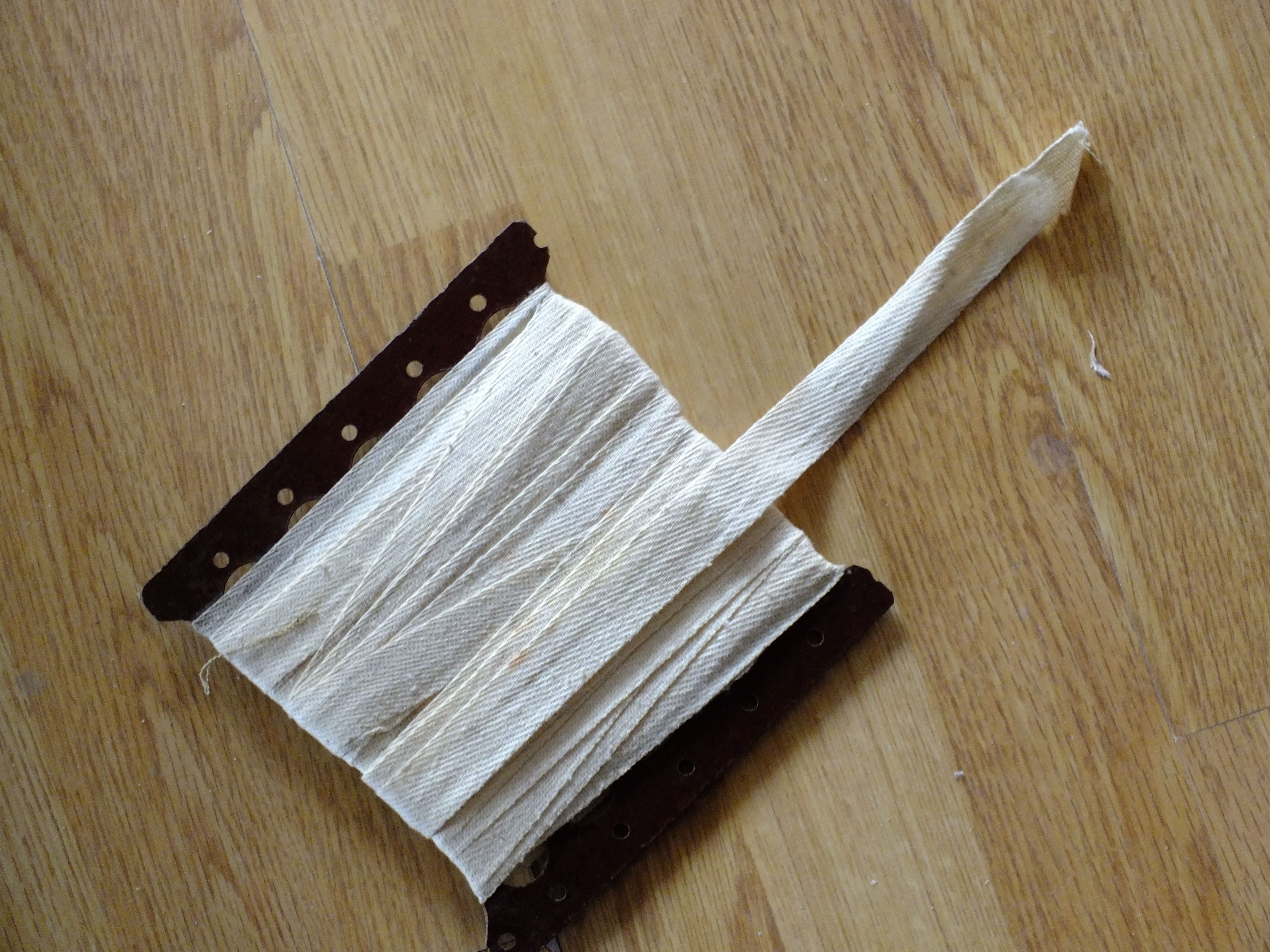
Keprovka

Keprovka nebo keprová páska je stuhová tkanina ve vazbě oboulícního lomeného kepru, který vytváří na povrchu plastickou strukturu. Vyrábí se v šířkách 6 až 60 mm z bavlny, lnu, polyesteru nebo vlny. 
Může být jako použita lemovka při šití a pro vyztužení švů, výrobě potahů, svázání okrajů a k zavazování oděvů (například na nemocničních pláštích). Keprová páska se také používá v divadle k vázání záclon, kabelů a scenérie nebo k vázání kabelových cívek tak, aby se nerozbalily.